# Czerniaków (gmina)
Czerniaków – dawna gmina wiejska istniejąca do 1926 roku w woj. poleskim (obecnie na Białorusi). Siedzibą gminy były Czerniaków.
W okresie międzywojennym gmina należała do powiatu prużańskiego w woj. poleskim. Gminę zniesiono 22 stycznia 1926 roku, a jej obszar włączono do gmin Rewjatycze i Maciejewicze (równocześnie przemianowanej na gminę Międzylesie).